# Польская кухня

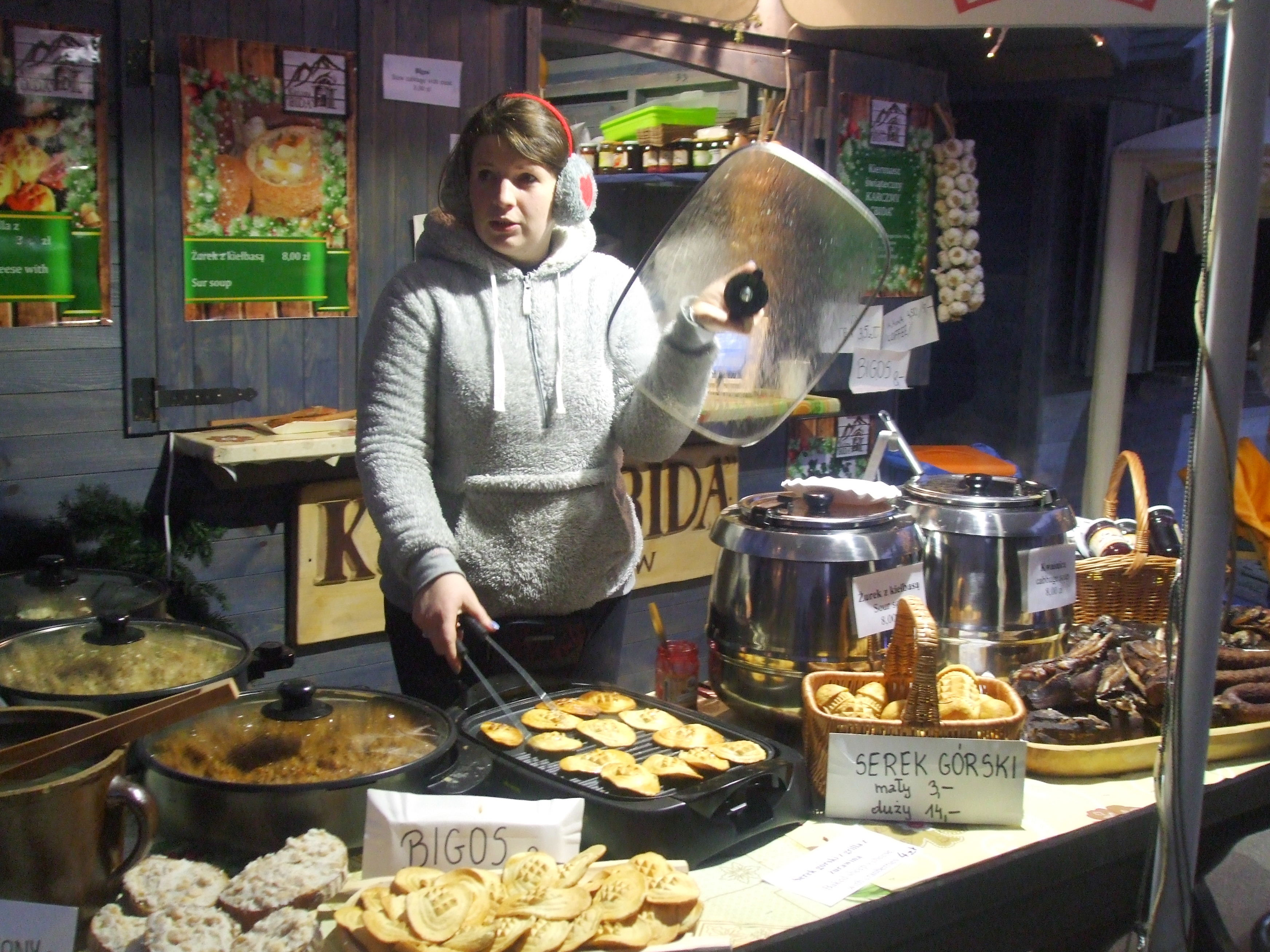
Польская кухня на рождественском рынке в Кракове

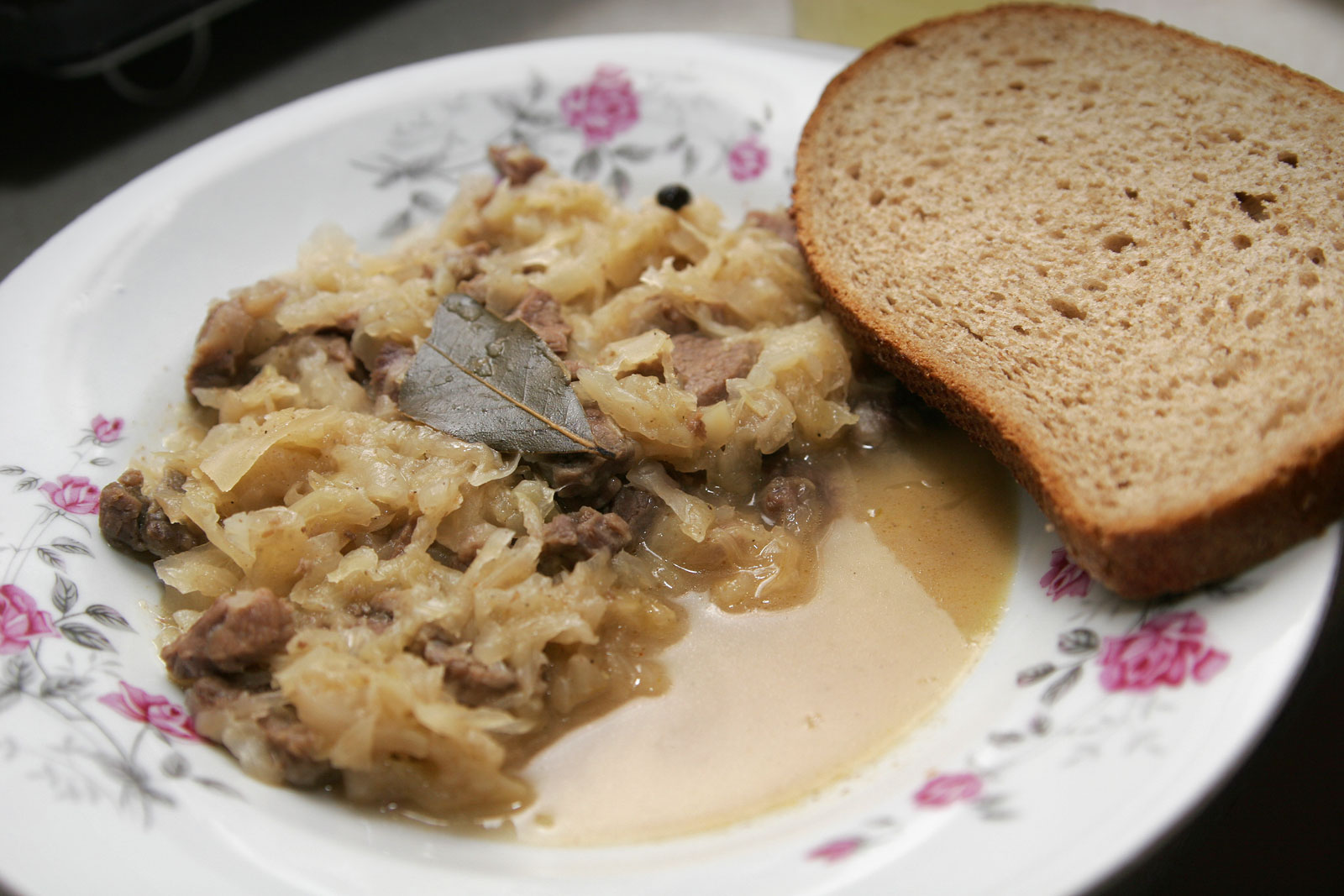
Бигос

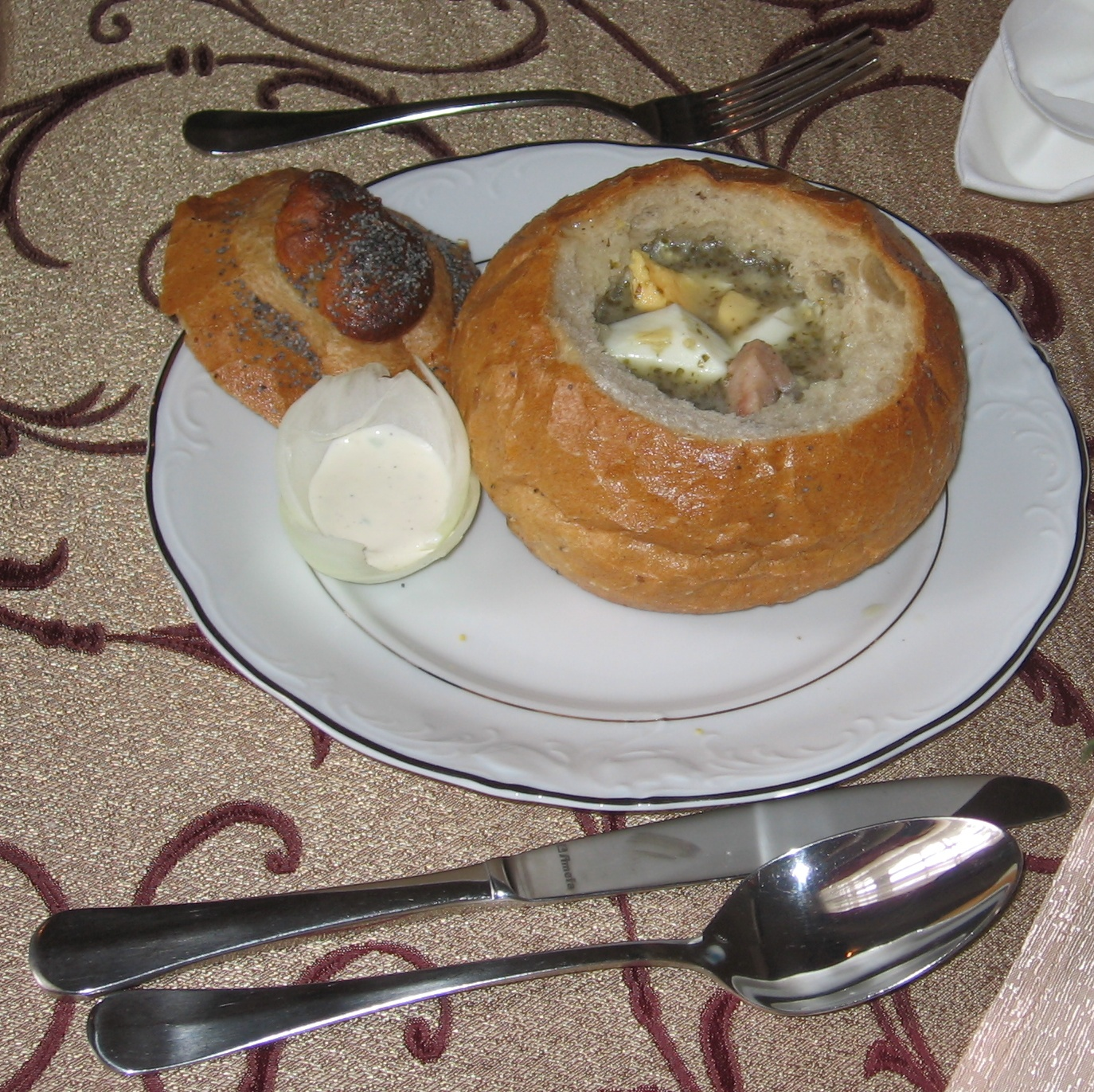
Журек в хлебе

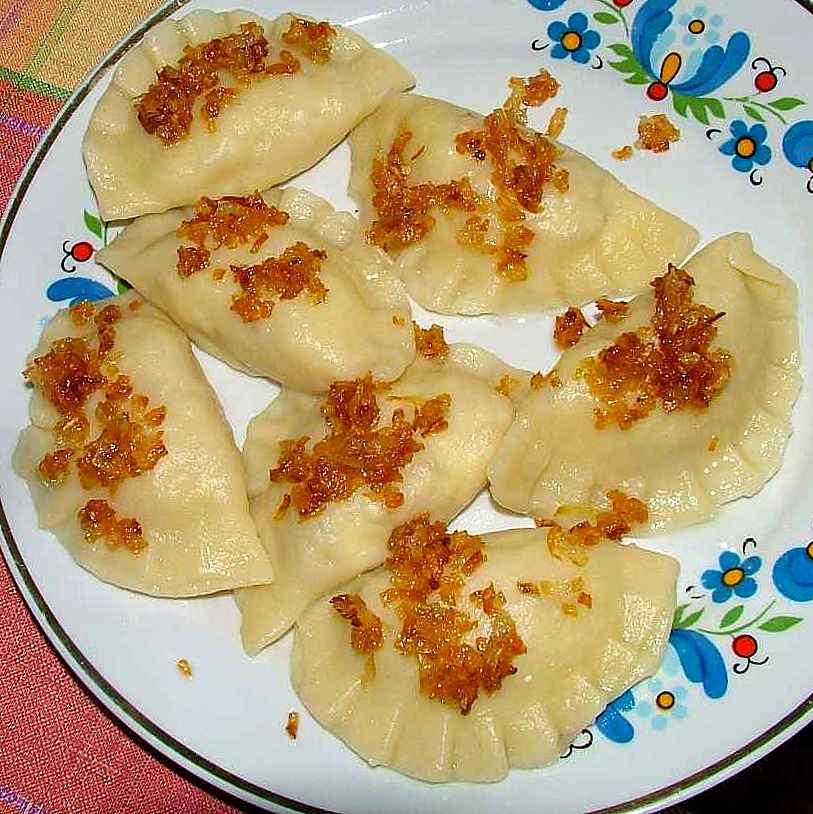
Перо́ги (Pierogi ruskie) с жареным луком

Польская кухня — традиционная кухня польского народа. На протяжении веков польская кухня находилась под влиянием региональных особенностей, а на территории Речи Посполитой проживало множество наций.
Самые популярные польские блюда: вареники, каша, галушки, голубцы, отбивная котлета, котлета из мясного фарша, бигос, галантин (мясное желе), свиная рулька; супы: журек, щи, куриный бульон, томатный суп, рассольник, грибной суп, холодник или холодный борщ; блюда из капусты и картофеля, разного вида хлебные изделия (ржаной, пшеничный хлеб), пироги, овощи, фрукты (яблоки, груши, ягоды, смородина), творог, различные виды мяса (в основном свинина, домашняя птица и говядина), приготовленные разными способами, а также в меньшей мере морские и пресноводные рыбы. Особенным польским десертом является хворост, однако популярны и другие десерты, такие как рулеты с маком, сырники, пряники, дрожжевая баба, пончики.
К специфическим блюдам относятся фляки (суп из требухи), квашеные огурцы, квашеная капуста, кислое молоко, кефир, пахта.
Среди алкогольных напитков — водка, приготовленная из картофеля и злаков. Она вытеснила питьевой мёд, который когда-то был популярен.
В Польше хмельное пиво считается традиционным и часто употребляемым напитком, а вино, в свою очередь, пьётся реже.
Популярным напитком является чай, в который часто добавляется сахар и ломтик лимона. Чай привезли из Англии, после того как в Европу его доставили голландские торговцы. Однако его распространение в XIX веке приписывается россиянам в период разделов Речи Посполитой. В то время в польских домах появились самовары из России, куда чай попал в качестве подарка царскому двору из Китая; это произошло примерно за 50 лет до распространения чая в Голландии. Популярным был также кофе, появившийся в XVIII веке, распространённый также среди нижних слоёв общества (ремесленников и богатых крестьян).

## Стандартные продукты и блюда в польской кухне
В отличие от других национальных кухонь в польской и западнославянской кухнях преобладают углеводы, то есть блюда из зерновых культур. Это каши, хлебобулочные изделия и различные мучные блюда: галушки, пероги, супы, соусы. Польша не только страна с преобладающим сельским хозяйством, в ней много лесных территорий (около 28 % территории Польши покрыты лесами). Следовательно, польская кухня включает в себя множество блюд из доступных продуктов лесного происхождения (грибы, фрукты, орехи и травы). Выбор мяса в польской кухне также зависел от распространения лесов.
В отличие от других государств, таких как Франция или Венгрия, в средневековой Польше леса не вырубали под пастбища и не пасли домашнего мясного скота в большом количестве. Домашний скот, который держали в хлеву, был источником прежде всего ценных молочных продуктов. Для мяса разводили свиней, которых чаще всего пасли в лесах вблизи деревень, а также домашнюю птицу. Использовалось также мясо лесных животных, на которых часто охотились. Поэтому типичные виды мяса для польской кухни — это свинина, домашняя птица и различная дичь — от кроликов и птиц до косуль и кабанов, а также пресноводная рыба. Домашних птиц, не требующих ухода, держали ради яиц и мяса. В пищу шли все съедобные части, в том числе требуха и кровь, из которой производили кашанку (грюцвурст) и чёрную поливку, известное во всей Европе экономное кулинарное блюдо.
В связи с исторически сложившимися условиями (ограниченный доступ к морю) в польской кухне присутствуют, прежде всего, пресноводные рыбы, пойманные в озёрах, ручьях, прудах и реках, а также неизвестные в других европейских кухнях раки, которые часто сравниваются с омарами. Морская рыба в польской кухне — это, прежде всего, сельдь, которую можно легко мариновать в соли и доставлять её в отдалённые от моря регионы Польши. В польской кухне не использовались скоропортящиеся морепродукты, такие как креветки или устрицы. Рыбная икра тоже не была популярным продуктом, в отличие от русской кухни, где имелся доступ к осетрам.
Характерным для польской кухни является большое количество супов и отваров из местных растений, зёрен, мясных продуктов, овощей или фруктов. Стандартными овощами в польской кухне являются, как и у западных славян, свёкла, разные виды капусты, огурцы, а ранее также — дикие растения, такие как щавель, свекольная ботва, осот, одуванчик или крапива.
Огромную роль в польской кухне играют также овощи богатые питательными веществами, которые можно хранить во время зимнего периода, в частности растения зернобобовых культур, начиная с гороха и фасоли, и заканчивая бобом, кольраби и репой. В зимний период польская кухня обогащалась питательными орехами и желудями. Обычные в польской кухне фрукты — это яблоки и лесные фрукты, а также сливы, груши, вишня, черешня, крыжовник и смородина — данные фрукты используются при приготовлении блюд, десертов, выпечки, настоек, а также типичных для польской кухни компотов и джемов.
В польской кухне очень важным считается использование сметаны (как кислой, так и свежей), которая выступает там, где в балканской и ориентальной кухнях используется йогурт. Сметана является основой для приготовления соусов, маринадов и супов. Несмотря на использование сметаны и творога, в польской кухне не производится балканский йогурт, но со временем началось изготовление татарского кефира.
Следующим значительным и питательным продуктом с большим содержанием белка, кроме яиц, считается легкий в приготовлении молочный творог, используемый сравнительно часто, как фета в балканской и ближневосточной кухнях. Овечье молоко используется, прежде всего, в горах (оштьепок, брынза и др.). Типичными видами жира в польской кухне являются: сливочное масло (требующее специального хранения и более сложного производства), свиное сало и шкварки, а также растительные масла, а ранее — льняное масло и маковое масло. Сегодня в основном используется рапсовое масло. Быстро становящееся прогорклым растительное масло в Польше когда-то использовали в качестве соусов для салатов, хлеба или оладьев. Для жарки, выпечки и блюд, для приготовления которых требовалась высокая температура, использовались масло и свиное сало. Стойкое и простое в хранении свиное сало использовалось для намазывания на хлеб, шкварками посыпали (украшали) блюда из злаков.

## Вкусы в польской кухне
Существуют следующие стандартные для польской кухни вкусы: солёный, слегка ферментированный или квашеный (например огурцы, капуста, творог, хлебный квас), а кроме того, умеренно острый (хрен, горчица, зелёный лук, репчатый лук, чеснок и заморский перец), пряный и травяной (можжевельник, мускатный орех, анис, тмин), кислый (кислая сметана, капуста и кислые огурцы), более того, сладко-кислый (получаемый с помощью яблок, клюквы и других фруктов, добавляемых в блюда). Широко используемыми специями в польской кухне являются также укроп и мак со специфическими вкусами (а когда-то также семя льна).
В настоящее время острый и крепкий вкус в польской и западнославянских кухнях часто смягчается сметаной. В польской кухне относительно мало используется редуцирование и эмульгирование соусов и жиров с помощью уксуса, вина или другого алкоголя. Пиво использовалось как питательная основа для супов, а водка и настойки традиционно используются в качестве алкогольных напитков. Редукция жиров и оживление вкусов в блюдах, содержащих много жира, получается с помощью добавления кислой сметаны, кислых фруктов или кислых овощей, а даже с помощью умеренно острых специй — хрена, репчатого лука или горчицы. В польской кухне уксус не изготовляют на основе кислого вина, как это делают в странах, где преобладает винная промышленность. В Польше изготовляют уксус на основе спирта. Уксус часто используется в маринадах.

## История
Польские средневековые хроники описывают польскую кухню как обильную, тяжелую, пряную, в которой часто используется большое количество мяса и каши, но она не всегда вкусная. В польской кухне тех времен, по сравнению с другими кухнями Европы, использовалось огромное количество специй, в большей степени перца, мускатного ореха и можжевельника. Это было связано с торговыми соглашениями (пути которых проходили через Львов) со странами Дальнего Востока, предоставляющими недорогие специи. До сегодняшних дней сохранились сведения об ароматных, густых и очень острых соусах (юха серая и юха красная [польск. jucha szara i jucha czerwona]).
Основой кухни, как дворянской, так и богатого крестьянства, являлось домашнее хозяйство. Народ покупал лишь соль и специи (прежде всего перец). Исходя из этого, использовалось лишь то, что давало поле, огород, сад, курятник и коровник (хлев), а кроме того люди охотились на дичь и ловили речную рыбу.
Кроме того, ежедневно использовался мёд (вместо дорогого заморского тростникового сахара), репа и горох. Самыми популярными алкогольными напитками были: пиво, водка и питьевой мед, позже появилось дорогое вино, которое привозили из Силезии и Венгрии, а также морским путём — из Франции, Испании, Португалии и Италии.
Богатое описание старопольской кухни оставил нам Гийо́м ле Вассе́р де Бопла́н (фр. Guillaume Le Vasseur de Beauplan) — французский маркиз, инженер и писатель, который, путешествуя по Украине, написал книгу «Déscription de l’Ukrainie, qui sont plusieurs provinces du Royaume de Pologne, Contenuës depuis les confins de, jusques aux limites de leurs moeurs, façcons de vivres et de faire» («Описание Украины, являющейся провинциями Королевства Польши, простирающимися от пределов Московии, вплоть до границ Трансильвании»). По его мнению, в ежедневный рацион питания дворянства входило: квашеная капуста с копчёным свиным салом, ячменная каша, вареники и галушки с творогом, лазанки, а также совершенно забытое сегодня блюдо — тертый горох с салом, считавшийся исключительным деликатесом, без которого не должно обходиться ни одно мероприятие.
В самодостаточную старопольскую кухню начали проникать новинки из-за рубежа. Большой вклад в польскую кухню внесла королева Бона Сфорца, которая в 1518 году привезла с собой итальянских поваров. Раньше с этой кухней знакомились путешественники в Рим, Падую или Болонью — представители богатого дворянства и магнатерии. Изначально к этой кухне относились критично: известен был рассказ о неком дворянине, который раньше времени вернулся из Италии, потому что боялся, что зимой его будут кормить «сеном», поскольку летом ел «траву» (салаты).
Другим фактором, способствующим распространению иностранных кулинарных традиций, были монастыри. Отдельные ордена имели свои дома в Италии, Испании, Франции, Германии и поддерживали с ними близкие контакты, в том числе кулинарные. Монастыри не были закрыты для богатых гостей, а блюда, которые предлагались им, вскоре появились в помещичьих домах. Большую роль играла военная кухня и добыча с грабежей лагерей побеждённого противника.
Некоторые из ориентальных лакомств (особенно сладости) заняли постоянное место в польской кухне. Военной добычей также оказалось сушёное мясо, колбасы и маринады. В мирное время начало не хватать ориентальной пищи, тогда её стали привозить армяне, имеющие близкие контакты с Балканами и Стамбулом, а морскую рыбу привозили через Ригу, Эльблонг и Гданьск — то есть с Балтики.
В польской кухне главным способом хранения мяса было использование легко доступной каменной соли: сушение, квашение или легкое ферментирование, а также применение большого количества пряных специй, что имело большое влияние на вкус мяса. После введения новых технологий охлаждения и хранения продуктов в XX в. такие процессы, как соление, сушение и квашение сохранились в польской кухне до сегодняшнего дня, прежде всего чтобы сохранить традиционный вкус.
Картофель в польском дворянстве ещё не был известен. Правда, в книге Чернецкого можно было встретить «tertofelle» (картошка), которую пекли в пепле и, нарезанную ломтиками, поджаривали, но это было заморское блюдо, которое можно было встретить на дворянских столах. Только во времена правления Августа III начали выращивать её саксонские поселенцы (в конце XVIII века), а затем и все остальные.
Среди напитков популярными были травяные отвары, хлебный квас, компоты, водка и фруктовые настойки, питьевой мед и пиво, причем пиво использовалось также при приготовлении постных блюд.
Вскоре в ряды традиционных напитков в польской кухне вошел чай, который не менее популярен в русской кухне, а после венской кампании в Польше появился турецкий кофе, который дороже, менее доступен, быстрее выветривался и потому был менее популярен, чем чай.
Первую сохранившуюся и найденную к настоящему моменту польскую кулинарную книгу «Compendium Ferculorum albo zebranie potraw» написал Станислав Чернецкий (польск. Stanisław Czerniecki) в 1682 году. И только спустя век (в 1786 году) появилась следующая, обширная работа Войцеха Веладека (Wojciecha Wieladka) под заглавием «Kucharz doskonały» («Совершенный кулинар») — она была очень популярна и многократно переиздавалась.
Кулинарное увлечение Станислава Августа привело к моде на изысканную кухню, которая соединяла в себе французские и польские кулинарные традиции. Ученик очень известного шеф-повара Поля Тремона (польск. Paula Tremona) — Ян Шиттлер (польск. Jan Szyttler) является автором первых в Польше систематических кулинарных книг.

## Современная польская кухня
Современная польская кухня отличается от давней тем, что основой питания вместо каш стал картофель, а блюда из дичи уступили место свинине и домашней птице. Популярными стали помидоры и перец. Увеличилось также количество употребляемого ежедневно и доступного всем мяса, а употребление потрохов уменьшилось. Из свеклы начали производить дешёвый сахар.

## Супы
Супы (пол. zupa) (зупа) нередко составляют единственное блюдо обеда или ужина. Название польского супа обычно отражает его основной ингредиент. Для калорийности, густоты и вязкости в польской кухне супы заправляют мукой или загущивают крахмалистыми продуктами (крупой, картофелем, тёртым тестом). Из прозрачных супов польской кухне известен борщок. В зависимости от вида жидкой части среди польских супов выделяют вегетарианские (на овощном или фруктовом отваре, грибном бульоне или молоке) и овощно-мясные (на бульоне из овощей, костей и мяса). Супы обычно едят с чёрным ржаным хлебом из муки грубого помола.
- Жур, журек (пол. żur, żurek) — суп на основе закисшей муки, чаще ржаной или пшеничной, но иногда и другой.
- Красный борщ (пол. barszcz czerwony) — аналогичный украинскому борщу.
- Борщ с ушками — красный борщ с пельменями особого типа (ушками).
- Белый борщ (пол. barszcz biały) — суп на основе жура. В готовый белый борщ кладут кусочки колбасы и половинки отварного яйца. Похож на рассольник.
- Огуречный суп (пол. zupa ogórkowa) — кислый суп с огурцами.
- Росул (пол. Rosół) — «рассол», прозрачный, «как слеза», бульон из домашней птицы или говядины с макаронными изделиями или лапшой, густо посыпанный зеленью.
- Капущьняк (пол. kapuśniak). Русский аналог — щи.
- Грохувка (пол. grochówka) — гороховый суп.
- Фляки — суп из говяжьего желудка.
- Чернина (пол. czernina) — суп с гусиной кровью.

## Вторые блюда
Польская кухня изобилует блюдами из рубленого мяса, с гарниром из гречневой каши или тушёной капусты. Однако нередко мясо из свинины или утки запекаются целиком. Еда обильно снабжается приправами из солёных огурцов, маринованных грибов, горчицы и хрена.
- Бигос (пол. bigos) — тушёная капуста с мясом. Бигос с давних времен стал символом польской кухни[3].
- Капытка — блюдо из тёртого картофеля.
- Колбаса
- Колдуны — род пельменей.
- Пероги — род вареников.
- Полендвица — копчёная филейная вырезка.
- Сальтисон — отваренные или запечённые в кишке свиные потроха с пряностями.
- Пызы — подобие цеппелинов. Готовятся из тёртой и отжатой картошки, с острым мясным фаршем внутри. В отличие от цеппелинов не варятся, а обжариваются на сковороде, потом дотамливаются в духовке без воды, масла, как есть.
- Рыба по-польски — прожаренное и тушёное рыбное филе с гарниром и в соусе.
- Ушки — ещё одна разновидность пельменей. Подаются как в борще или другом супе, так и в качестве отдельного блюда.

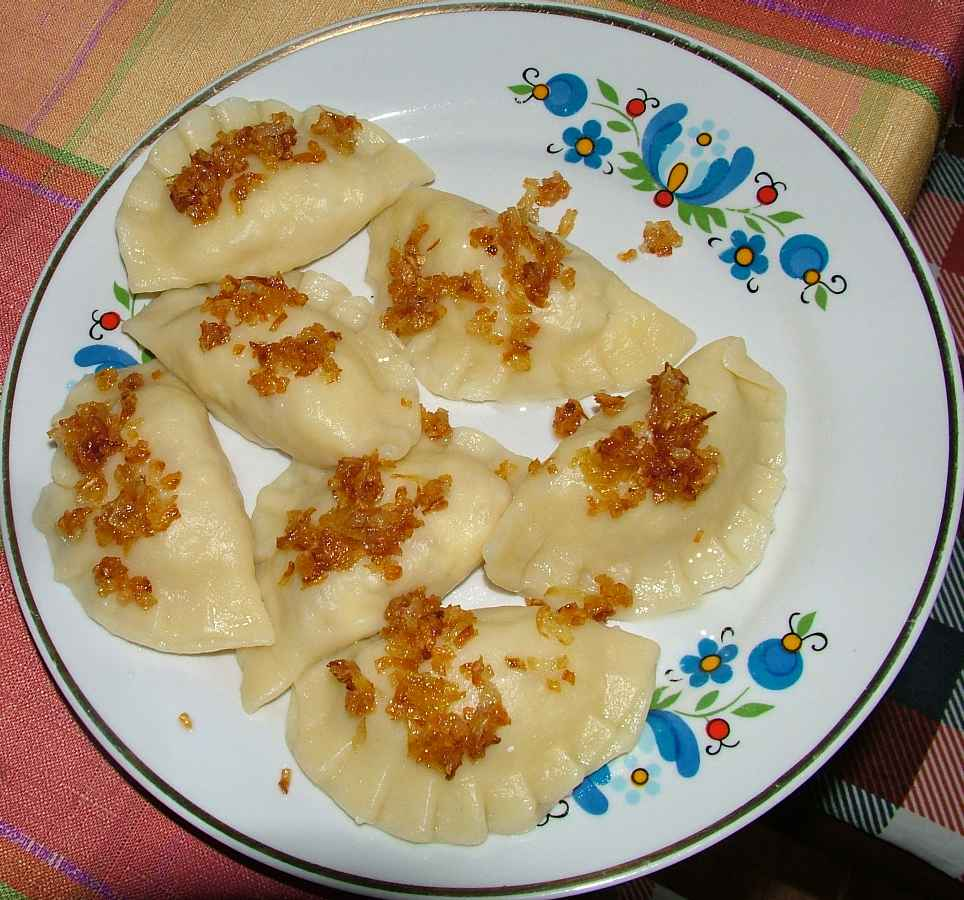
Польские вареники, известные как pierogi ruskie

- Капуста с горохом — традиционное польское блюдо, которое готовят как с салом, так и без него, часто подают на праздники.

## Десерты

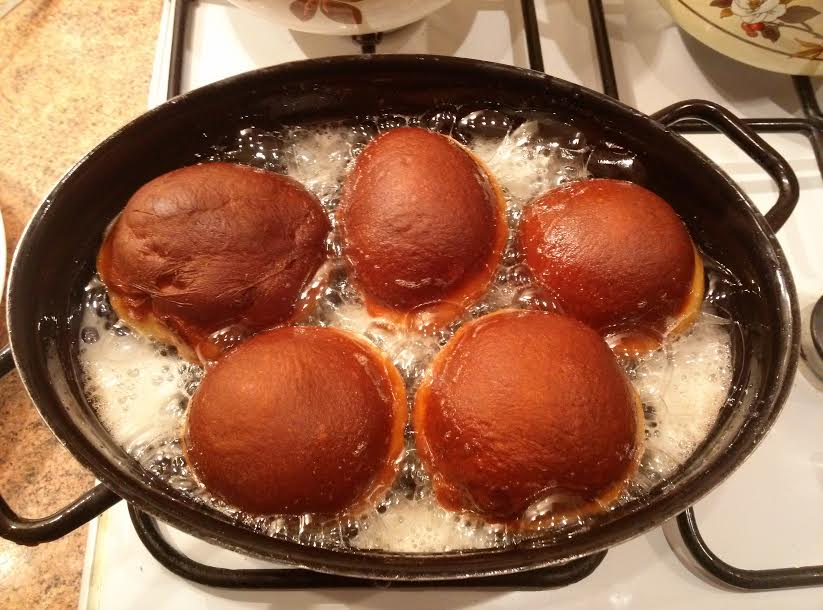
Пончики

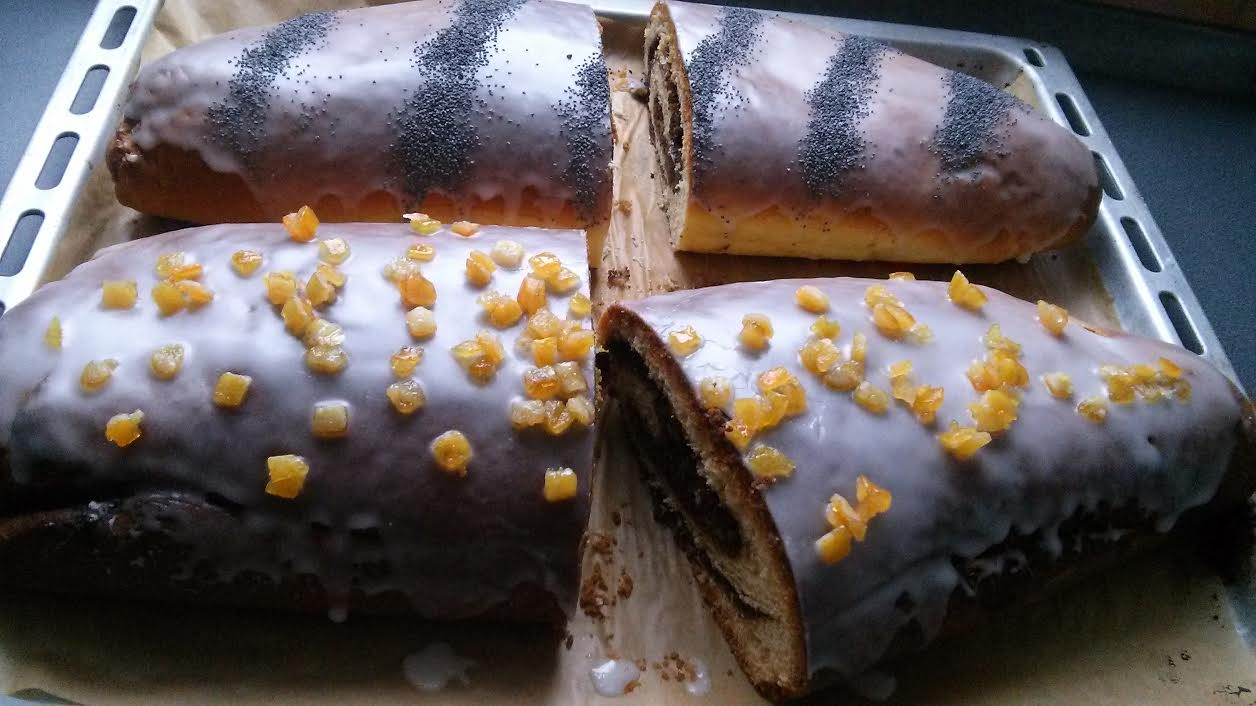
Pулеты с маком

Традиционным польским десертом являются сладкие пироги (пол. ciasta), чаще всего — дрожжевые, а также разнообразные рулеты с маком, изюмом, орехами и сухофруктами, мазурки, яблочные, творожные пироги и пряники. Одним из любимых польских лакомств являются пончики, начинённые повидлом из дикой розы. Популярное печенье из песочного теста — колачки, свёрнутое конвертиком, с повидлом. В ходу и оладьи из яблок — рацухи. Во времена ПНР был популярен десерт «Тёплое мороженое», популярность которого возрождается.

## Спиртное
- Водка (пол. wódka) является наиболее типичным польским спиртным напитком.
- Настойки, самой оригинальной из которых является зубровка, настаиваемая на стеблях травы зубровки из Беловежской пущи, которую едят зубры. Также старка, схожая технологией приготовления с виски. Также фруктовые наливки.
- Пиво (пол. piwo) также является традиционным польским слабоалкогольным напитком. Пивоварни в таких городах как Живец (żywiec), Варка или Эльблонг имеют вековые традиции приготовления этого напитка.

В холода поляки пьют подогретое пиво («гжанец») или вино с добавлением мёда и приправ из душистых кореньев (см. крамбамбуль, глинтвейн).

## Региональные деликатесы
- Силезская кухня отличается обилием блюд из картофеля. Типичное для Силезии блюдо — силезские картофельные клёцки из картофельного теста с добавлением сырого тёртого картофеля. Популярны также блюда из белокочанной и красной капусты (красную капусту обычно тушат с добавлением копчёной корейки). Среди сладких деликатесов особого внимания заслуживают силезские маковки (пол. makówki) — десерт из растёртого мака с добавлением мёда, изюма, орехов и сухофруктов. Сладкую массу, уложенную на тонкие ломтики сладкого хлеба или печенья, заливают горячим молоком, затем охлаждают и подают к столу. Многие блюда силезской кухни по составу напоминают кухню великопольскую. Знатоки и ценители вкусной еды особую слабость питают к так называемым «картачам» (пол. kartacz) — разновидности пельменей со сложной начинкой из мяса с грибами или капусты с грибами.
- В горных районах Малой Польши (Татры, Бескиды) популярностью пользуется тушёная в пиве свинина с добавлением специй и овощей. Из супов жители района Бескид предпочитают «жур» на сыворотке и «квасницу» — разновидность капустника с большим количеством свиного мяса, в том числе — копчёного. Атрибутом кухни польских горцев, живущих в районе Татр и Подгале (Подхале) являются овечьи сыры «бундза» (пол. bundz) и «осцыпка», а также печёная баранина. В этих местах также популярна квасница, приготовленная на бульоне из свиной головы, которая подается с горячим отварным картофелем, уложенным в отдельную глубокую посуду.
- Мазурская и померанская кухня знаменита своими рыбными супами (пол. zupa rybna).
- Брынза подгалянская (в польских источниках на русском языке — «Брынза подхалянская») — рассольный сыр, который готовят из овечьего молока в регионе Подгалье (северные Татры). В 2007 году первым из брендов этой страны зарегистрирован как «Продукт регионального значения с охраняемым названием и географическим происхождением» (PDO)[4][5].